# Café amargo (película)
Café amargo - Es una película dramática cubana del año  2012 dirigida por Rigoberto Jiménez  . El título de la película está relacionado con  la producción de café en las montañas cubanas y  precisamente amargo por la propia  historia triste de sus personajes.
Obtuvo Premio como Mejor Largometraje de Drama en el 25 Arizona International Film Festival. La cinta está basada en el documental Las Cuatro Hermanas , realizado por el propio Director Jiménez cuando integraba el colectivo de la Televisión Serrana.

## Trama
El filme cuenta la vida de cuatro hermanas (Lola, Gelacia, Pepa y Cira Garlobo)  que viven solas en una finca cafetalera en medio de la Sierra Maestra (cadena montañosa ubicada en la región suroriental de Cuba), alejadas de cualquier tipo de relación con la sociedad y con los hombres. Ellas tienen la misión de cuidar su patrimonio familiar y una educación de imposición moral muy fuerte.
La cinta está narrada en dos tiempos, durante la juventud de estas mujeres, ambientada a finales de la década de los años ‘50 y la vejez, en los ‘90 del pasado siglo. El conflicto se desarrolla fundamentalmente a partir de la llegada a la casa, por casualidad, de un personaje masculino (Rubén), un joven médico de la capital, que pretende unirse a los rebeldes. El paso por la finca del  joven de la capital del país  cambiará sus vidas de golpe aunque no su destino  .
Con una fotografía centrada en la diversidad de paisajes naturales tiene en los roles principales a Adela Legrá, Coralia Veloz, Oneida Hernández, Carlos Alberto Méndez y Raúl Capote, entre otros.
El realizador del filme se graduó en la Escuela Internacional de Cine y Televisión de San Antonio de los Baños y cuenta con una larga trayectoria como documentalista. El audiovisual “Las cuatro hermanas” fue galardonado con el premio a Mejor documental por la prensa y se presentó en la trigésima séptima edición del Festival Internacional del Nuevo Cine Latinoamericano de La Habana.
Rodada en territorio cubano es una coproducción entre Cuba (Cazabe Producciones; Estación Central) y España (Odessa Films) entre otras productoras

## Protagonistas
- Lola: Adela Legrá, Yudexi de la Torre,
- Gelasia: Coralia Veloz , Yunia Jeréz,
- Pepa: Oneida Hernández, Iliety Batista,
- Cira: Mirelys Echenique, Danieyi Verdecia,
- Rubén: Carlos Alberto Méndez,
- Ibrahim : Raúl Capote

### Otras actuaciones
Yami Reyes, Roiniel Ledea, Rey Riera, Oscar Aguilar.

## Premios
- Premio a la Mejor Película Dramática en el 25 Festival de Cine Internacional de Arizona , Estados Unidos, 2015.[8]